# Dirk Kouwenhoven
Dirk Kouwenhoven (Rotterdam, 12 mei 1916 – Waalsdorpervlakte, 13 maart 1941) was een Nederlands verzetsstrijder tijdens de Tweede Wereldoorlog.
Dirk Kouwenhoven was stoker 1e klas bij de Koninklijke Marine en sloot zich aan bij de Geuzengroep rond Bernardus IJzerdraat. Na zijn arrestatie op 3 december 1940 tot zijn dood zat Kouwenhoven vast in het Huis van Bewaring in Scheveningen, beter bekend als Oranjehotel. Dirk Kouwenhoven werd op 13 maart gefusilleerd na zijn veroordeling tijdens het Geuzenproces.
Hij is een van de achttien in het gedicht Het lied der achttien dooden van Jan Campert.
Kouwenhoven was ongehuwd en werd herbegraven op het Ereveld Loenen, vak A, nummer 478.
In Barendrecht is een hof naar hem vernoemd. Hij is de enige van de vijftien Geuzen waar in Schiedam geen straat naar vernoemd is, omdat daar al een Couwenhovenstraat was.